# هملبن
هملبن (به آلمانی: Hemleben) یک شهر در آلمان است که در کوفهویزرکرایس واقع شده‌است. هملبن ۲۶۹ نفر جمعیت دارد.